# Caucasippus rufipes
Caucasippus rufipes är en insektsart som först beskrevs av Fischer von Waldheim 1846.  Caucasippus rufipes ingår i släktet Caucasippus och familjen gräshoppor. Inga underarter finns listade i Catalogue of Life.